# Verband Deutscher Bürgschaftsbanken
Der Verband Deutscher Bürgschaftsbanken e. V. (VDB) ist die Interessenvertretung der 17 rechtlich und wirtschaftlich selbständigen Bürgschaftsbanken und Beteiligungsgarantiegesellschaften in Deutschland, die ihren Standort in den einzelnen Bundesländern haben. Er wurde 1990 gegründet. Seit 2012 vertritt der VDB auch die 15 Mittelständischen Beteiligungsgesellschaften, gemeinsam mit dem BVK – Bundesverband Deutscher Kapitalbeteiligungsgesellschaften.
Der VDB hält Kontakt zum Bundesministerium für Wirtschaft und Bundesministerium der Finanzen sowie zur Bundesanstalt für Finanzdienstleistungsaufsicht. Auch die Öffentlichkeitsarbeit der Bürgschaftsbanken wird von dem Verband unterstützt.
Politische Entscheidungsträger und Öffentlichkeit werden über die gesamtwirtschaftliche Rolle der Bürgschaftsbanken und des deutschen Bürgschaftssystems informiert. Dazu gehören auch Gemeinschaftsveranstaltungen und der Besuch von Existenzgründer- und regionale Fachmessen.
Der Verband ist Mitglied im Europäischen Verband der Bürgschaftsbanken (AECM) und vertritt so die Interessen seiner Mitglieder auf Ebene der Europäischen Union.
Vorsitzender des Verbandes ist Guy Selbherr, Geschäftsführer ist Stephan Jansen.